# Барр, Джулия
Джулия Барр (англ. Julia Barr; род. 8 февраля 1949, Форт-Уэйн, Индиана) — американская актриса мыльных опер.
Барр наиболее известна по своей роли Брук Инглиш в дневной мыльной опере «Все мои дети», где она снималась на протяжении тридцати лет. Она выиграла две дневные премии «Эмми» и в общей сложности восемь раз номинировалась на награду в разных категориях за свою роль в мыльной опере. Также она сыграла эту роль в мыльной опере «Одна жизнь, чтобы жить», а в 1976 году снималась в «Надежда Райан». Она родилась в Форт-Уэйн, штат Индиана и окончила колледж при Университете Индианы.

## Мыльные оперы
- 1976 — / Ryan’s Hope
- 2005 — Одна жизнь, чтобы жить / One Life to Live
- 1976—1981, 1982—2006, 2010, 2011 — Все мои дети / All My Children